# Джамиле
«Джамиле» (фр. Djamileh) — комическая опера или оперетта в одном акте композитора Жоржа Бизе на либретто Луи Галле по сказке «Намуна» Альфреда де Мюссе. Премьерный показ, сыгранный труппой Национального театра комической оперы в Париже, состоялся 22 мая 1872 года.

## История создания
Альфред де Мюссе написал сказку «Намуна» в 1832 году. Сочинение состоит из 147 стихотворений в трёх частях, и только в последней части содержится повествование истории Намуны. В 1871 году Камиль дю Локль, директор Национального театра комической оперы в Париже, предложил композитору Жоржу Бизе положить на музыку фрагмент за несколько лет до этого написанный Луи Галле по мотивам сказки «Намуна». После некоторых колебаний, композитор сочинил оперу в конце лета 1871 года, но премьера произведения была отложена из-за неприятностей в поиске исполнителей.
Весной 1872 года в Национальном театре комической оперы были номинированы премьеры трёх одноактных опер: в апреле «Прохожего» Эмиля Паладиля, в мае «Джамиле» и в июне «Жёлтой принцессы» Камиля Сен-Санса. На премьере Жорж Бизе хотел видеть в роли Джамиле Селестин Галли-Марье (первая исполнительница партии Кармен) или Маргариту Приола, но был вынужден согласиться с кандидатурой Алины Прейи.
17 июня 1872 года в письме другу композитор признался, что, несмотря на отсутствие успеха его нового сочинения, он, кажется, нашёл свой путь в музыкальном творчестве.

## Постановки
Премьера оперы состоялась 22 мая 1872 года в Национальном театре комической оперы в Париже. Хотя Камиль дю Локль не пожалел средств на костюмы и декорации, после десяти спектаклей в 1872 году, опера не ставилась в Париже до 27 октября 1938 года. За пределами Третьей республики в XIX веке известны постановки «Джамиле» в 1889 году в Стокгольме, 1890 году в Риме и 1892 году в Дублине, Праге, Манчестере и Берлине.
Опера не вызвала особого интереса у театральных постановщиков. Тем не менее, сочинение получило высокую оценку со стороны композитора Густава Малера, который после постановки оперы в Гамбурге 21 октября 1892 года дал девятнадцать спектаклей в Венской придворной опере между 1898 (первое выступление здесь состоялось 22 января 1898 года) и 1903 годами. Рихард Штраус рассматривал её в качестве источника для вдохновения при написании своей оперы «Ариадна на Наксосе». Во время постановки «Джамиле» в Шведской королевской опере в Стокгольме в 1933 году партию Гаруна исполнял Юсси Бьёрлинг.

## Действующие лица
| Роль                                  | Голос            | Первый исполнитель             |
| ------------------------------------- | ---------------- | ------------------------------ |
| Джамиле                               | меццо-сопрано    | Алина Прейи (баронесса Пресле) |
| Гарун                                 | тенор            | Альфонс Дюшен                  |
| Сплендиано                            | баритон          | Пьер-Арман Потель              |
| Купеческий раб                        | разговорная роль | месье Жюльен                   |
| Хор друзей халифа, рабов и музыкантов |                  |                                |

## Сюжет
Дворец халифа Гаруна в Каире. Вечер. Халиф отдыхает, курит кальян. Рядом с ним его слуга Сплендиано. Рабыня по имени Джамиле проходит через зал, нежно смотря на халифа, но оставаясь невидимой для него. Сплендиано занят бумагами своего хозяина, когда Гарун спрашивает у него о том, где сейчас находится Джамиле. На это слуга отвечает, что рабыня под рукой халифа и по-прежнему любит своего господина. Он замечает также, что она будет расстроена, как и её возлюбленный. Ведь месяц служения рабыни халифу почти закончен, и она будет заменена. Гарун отрицает, что он в неё влюблен и требует, чтобы рабыня была немедленно заменена. Слуга исполнит данное ему приказание. Гарун никого не любит, а женщины ему нужны только для удовольствий. Сплендиано сам влюблён в Джамиле, и у него появляется надежда завоевать её любовь.
Халиф желает ужинать. Входит расстроенная Джамиле. Она рассказывает ему о своем плохом сне, в котором тонула в море, глядя на него с надеждой о спасении, но тщетно. Гарун всё же чувствует к ней любовь. Он успокаивает рабыню. Вносят ужин.
Халиф дарит Джамиле ожерелье. Появляются друзья Гаруна, чтобы провести в его дворце ночь, играя с ним в кости. Они видят Джамиле и выражают своё восхищение красотой рабыни. Джамиле смущена, и понимает, что вскоре её заменят. Сплендиано предлагает ей свою любовь и свободу. Рабыня просит его представить её переодетой халифу в качестве следующей одалиски, и обещает, что, если ей не удастся тронуть сердце Гаруна, она отдаст себя Сплендиано. Оставшись одна, Джамиля беспокоится о своей судьбе и хрупкости любви.
Видя раздражение халифа, Сплендиано прерывает азартные игры, чтобы сказать, что работорговец-купец принес новую девушку-танцовщицу. Гарун остается равнодушным и возвращается к игре. Сплендиано просит купца заменить танцовщицу на Джамиле. Он уверен, что скоро она станет его.
Джамиле, в вуали и костюме танцовщицы, появляется перед халифом, но нервничает и пытается уйти. В Гаруне она пробуждает интерес. Халиф передает Сплендиано своё место за игровым столом.
Джамиле плачет. Гарун утешает её. Когда лунный свет освещает зал, халиф узнает рабыню и понимает, Джамиле любит его. Он пытается противостоять своим к ней чувствам, но в итоге сдается. Сплендиано проиграл.

## Музыка и оркестровка
Несмотря на отсутствие драмы или сильных характеров в либретто, Жоржу Бизе удалось преодолеть эти недостатки за счет музыки. Сцены хора встречающего закат над Нилом, меняющееся настроение Гаруна и остроумные куплеты Сплендиано свидетельствуют о растущем музыкальном умении композитора. В изображении Джамиле, его музыка ближе к музыке Мориса Равеля, а не Шарля Гуно; некоторые гармонии композитора действительно сбили с толку современных ему столичных критиков . После премьеры оперы в Вене, критик Эдуард Ганслик был особенно очарован музыкой экзотических танцев и хора.

Состав оркестра: 2 флейты (одна заменяется на пикколо), 2 гобоя (один заменяется на английский рожок), 2 кларнета, 2 фагота, 4 валторны, 2 трубы, 3 тромбона, литавры, ударные, арфа, струнные. На сцене: фортепиано, тамбурин и арфа.

## Записи
- «Bizet: Djamileh» (Луция Попп, Франко Бонизолли[англ.], Жан-Филипп Лафон[англ.]; Дирижёр: Ламберто Гарделли — Munich Radio Orchestra) 1983. Лейбл: «Orfeo».
- «Bizet: Djamileh» (Мари-Анж Тодорович, Жан-Люк Моретт, Франсуа ле Ру[англ.]; Дирижёр: Жак Мерсье — l’Orchestre National d'Île de France) 1988. Лейбл: «RCA».